# Filip Veger
Filip Veger (* 21. Dezember 1994 in Slatina) ist ein kroatischer Tennisspieler.

## Karriere
Filip Veger spielt hauptsächlich auf der ATP Challenger Tour und der ITF Future Tour. Er feierte bislang zwei Doppelsiege auf der Future Tour. Sein Debüt auf der ATP World Tour gab er im Februar 2013 bei den PBZ Zagreb Indoors in Zagreb, wo er sich für die Einzelkonkurrenz qualifizierte und in der ersten Runde des Hauptfeldes gegen Lukáš Rosol antrat. Er verlor die Partie in zwei Sätzen mit 2:6, 4:6.